# Karavanen
Karavanen er en dansk dokumentarfilm fra 2005, der er instrueret af Dan Säll efter manuskript af Ingrid Poulsen.

## Handling
Hvert år i september begiver en gruppe Toubou kvinder i Niger sig ud på en 600 kilometer lang rejse gennem Sahara. Filmen følger karavanen og forklarer, hvordan de finder vej i ørkenen, og hvordan kvinder, børn og kameler overlever den barske tur. Med på kvindekaravanen er den danske antropolog Ingrid Poulsen, der forsker i nomadiske livsformer. Hun er optaget af at finde ud af, hvorfor kvinderne tager ud på rejsen, og hvad den betyder for dem.